# 베를린 민족학 박물관
민족학 박물관(독일어: Ethnologisches Museum)은 독일 베를린에 있는 박물관이다. 베를린 국립박물관 중 하나다. 현재 미테구의 훔볼트 포룸에 아시아 미술관과 함께 위치해 있다. 이 박물관은 50만 개 이상의 유물을 소장하고 있으며, 세계에서 가장 크고 중요한 유럽 외 예술 및 문화 작품 컬렉션 중 하나다.